# サドラー国際吹奏楽作曲賞
サドラー国際吹奏楽作曲賞（The Sudler International Wind Band Composition Award）は、ジョン・フィリップ・スーザ財団（John Philip Sousa Foundation）により、隔年で優れた吹奏楽曲の作曲者に与えられる作曲賞。
賞の名称は、ジョン・フィリップ・スーザ財団の創設者でシカゴ交響楽団の後援者でもあった実業家ルイス・C・サドラーの名前に由来する。
なお、ジョン・フィリップ・スーザ財団は、1997年でいったん独自の本作曲賞を終了してアメリカ吹奏楽指導者協会とオストウォルド賞への資金援助を行うようになり、2011年からはこれをスーザ/ABAオストウォルド賞に改称するとともに、難易度が高く芸術性の高い作品とスクールバンドを想定した低いグレードの作品の両方を開拓する作曲賞とした。

## 受賞作品一覧
| 年   | 曲 名                                                                   | 作 曲 者                              |
| ---- | ----------------------------------------------------------------------- | ------------------------------------- |
| 1983 | ウィンド・アンサンブルのための協奏曲 Concerto for Wind Ensemble         | カレル・フサ Karel Husa               |
| 1985 | ナグアルの風 Winds of Nagual                                            | マイケル・コルグラス Michael Colgrass |
| 1987 | ピース・オブ・マインド Piece of Mind                                    | ダナ・ウィルソン Dana Wilson          |
| 1989 | 交響曲第1番「指輪物語」 Symphony No.1 "The Lord of the Rings"           | ヨハン・デ＝メイ Johan de Meij        |
| 1991 | アメリカン・ゲーム American Games                                       | ニコラス・モー Nicholas Maw           |
| 1993 | パッサカリア（B-A-C-Hによるオマージュ） Passacaglia (Homage on B-A-C-H) | ロン・ネルソン Ron Nelson             |
| 1997 | ダンス・ムーヴメント Dance Movements                                    | フィリップ・スパーク Philip Sparke    |